# Arnaud Méla
Pour les articles homonymes, voir Méla.

a Compétitions nationales et continentales officielles uniquement.

b Matchs officiels uniquement.
Dernière mise à jour le 8 mai 2017.
Arnaud Méla, né le 19 janvier 1980 à Saint-Gaudens (Haute-Garonne), est un joueur français de rugby à XV qui évolue au poste de deuxième ligne.

## Biographie

### Carrière de joueur
Arnaud Méla grandit à Nistos dans les Hautes-Pyrénées, et débute à l'école de rugby du CA Lannemezan. 
Il découvre la Pro D2 au sein du club de l'US Tours lors de la saison 2001-2002.
Le club étant relégué, il est transféré à Albi, club avec lequel il participe à la montée historique en Top 14. 
Il passe ensuite 9 saisons à Brive entre le Top 14 et la Pro D2, devenant capitaine de l'équipe corrézienne et obtenant 4 sélections en équipe de France en 2008 durant le Tournoi des Six Nations. Il a honoré sa première cape internationale en équipe de France le 3 février 2008 contre l'équipe d'Écosse, à la suite de la prise de fonction du trio d'entraîneurs Lièvremont-Ntamack-Retière. Il est remplaçant et entre à la place de Loïc Jacquet à la 61e minute. Il est ensuite titulaire contre l'Irlande, associé au capitaine Lionel Nallet. Il retrouve une place sur le banc pour les matchs contre l'Italie et le Pays de Galles. Pour ces deux rencontres, il remplace Jérôme Thion en fin de match.

Il n'est jamais rappelé en équipe de France par la suite restant sur ce bilan de trois victoires et une défaite au cours du Tournoi des Six Nations 2008.

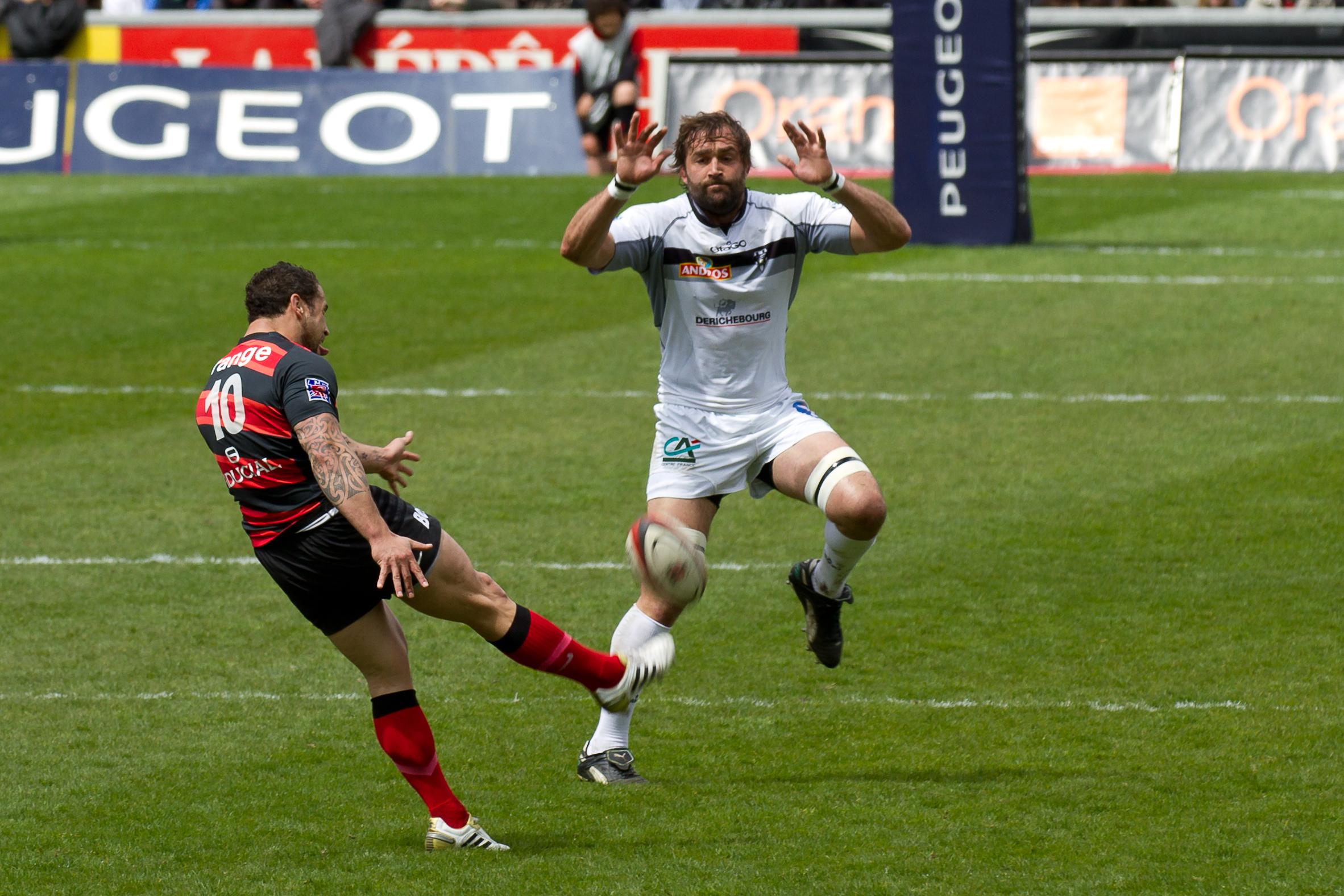
Arnaud Méla, en blanc, au contre face à un jeu au pied de Luke McAlister.

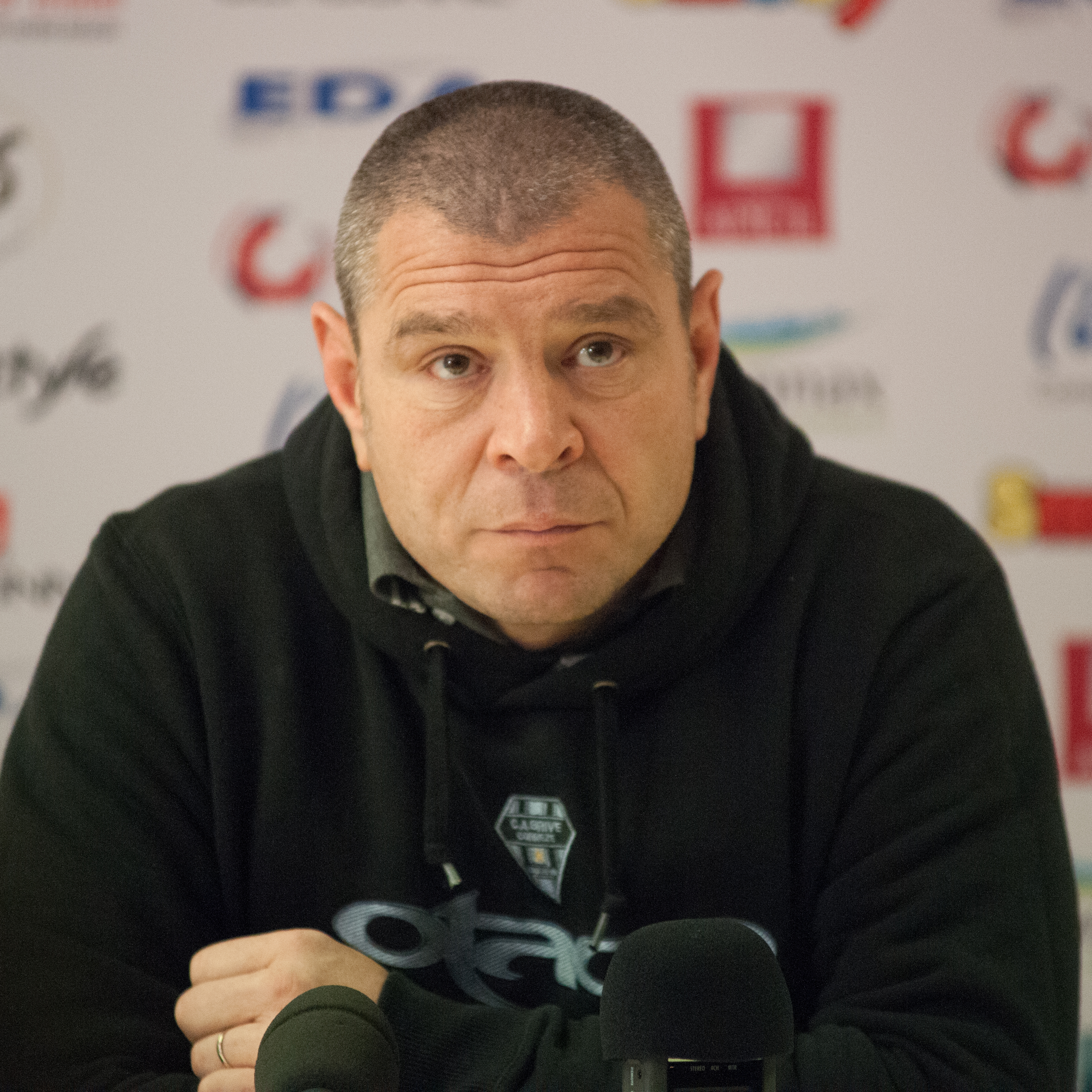
Didier Casadeï, ici en 2013, est l'entraîneur d'Arnaud Méla de 2009 à 2017.

En juin 2015, il est sélectionné dans l'équipe des Barbarians français pour participer à la tournée en Argentine et affronter les Pumas,.
En juin 2017, il est sélectionné pour jouer les derniers matchs de sa carrière avec les Barbarians français qui affrontent l'équipe d'Afrique du Sud A les 16 et 23 juin en Afrique du Sud. Titulaire lors du premier match puis remplaçant pour le second, les Baa-baas s'inclinent 36 à 28 à Durban puis 48 à 28 à Soweto.

### Carrière d'entraîneur
En 2017, il met un terme à sa carrière de joueur et revient dans son ancien club, le SC Albi alors relégué en Fédérale 1, pour en devenir le manager. Il échoue deux ans plus tard à remonter en Pro D2 défait en demi-finale aller-retour contre Rouen dans un match où la partialité de l'arbitrage du match retour fera l'objet de commentaires.
Méla revient au CA Brive à l'été 2021, intégrant le staff de l'entraîneur  Jeremy Davidson pour prendre en charge la touche. Il devient, à la suite de la mise à pied de Davidson, le nouvel entraîneur pour assurer l'intérim à partir du 17 octobre 2022.
Il est conservé dans le staff lors de l'arrivée de Patrice Collazo puis de Pierre-Henry Broncan à la tête de l'équipe.

## Statistiques en équipe nationale
Arnaud Méla compte quatre sélections en équipe de France, sans avoir inscrit de points. Il a pris part à une édition du Tournoi des Six Nations en 2008.
| Année | Compétition | Matchs | Points | Essais |
| ----- | ----------- | ------ | ------ | ------ |
| 2008  | Six Nations | 4      | 0      | 0      |
| Total | Total       | 4      | 0      | 0      |

## Palmarès
- Vainqueur du barrage d'accession en 2006 avec le Sporting Club Albigeois